# Charlie Brotman

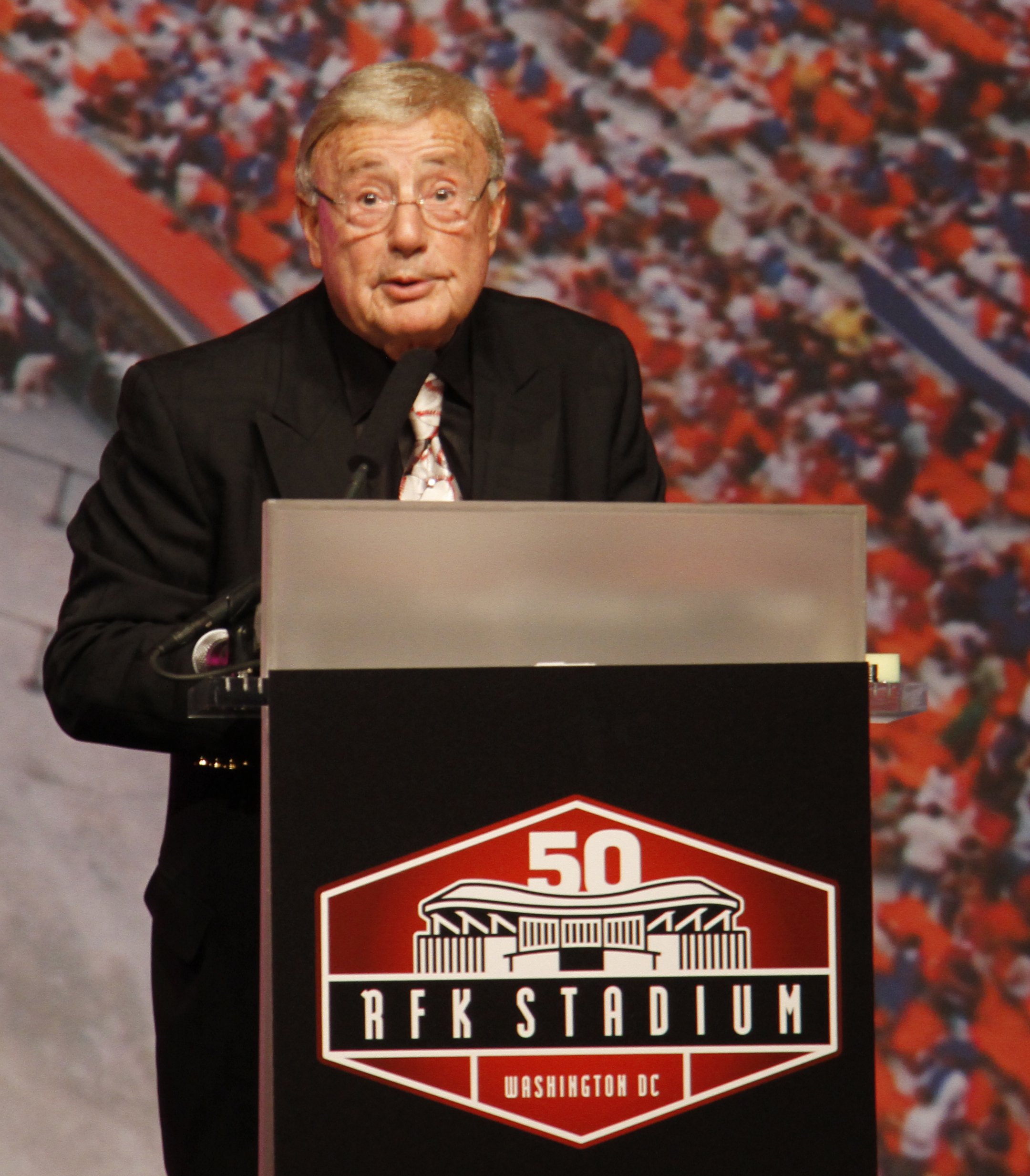
Charles J. "Charlie" Brotman, xướng ngôn viên chuyên nghiệp trong các lễ nhậm chức tổng thống Hoa Kỳ

Charles J. "Charlie" Brotman sinh 30 tháng 12 năm 1928 là một xướng ngôn viên chuyên nghiệp trong các lễ nhậm chức tổng thống Hoa Kỳ. Ông là người luôn được chọn để đứng trước micro trong các cuộc diễu hành nhậm chức tổng thống Hoa Kỳ tại Washington, DC. Charlie Brotman bắt đầu công việc đặc biệt này từ năm 1957, trong lễ nhậm chức nhiệm kỳ thứ hai của tổng thống Dwight D. Eisenhower. Lễ nhậm chức nhiệm kỳ thứ hai của Tổng thống Barack Obama vào năm 2013 là buổi lễ thứ 15 liên tiếp mà Charlie Brotman làm xướng ngôn viên, tính theo từng đời tổng thống. Trong suốt 6 thập kỷ qua, tổng cộng Charlie Brotman đã có 16 lần liên tiếp giữ vai trò là xướng ngôn viên tại các lễ nhậm chức của Tổng thống Hoa Kỳ.